# Caroline Lacroix
Blanche Zélia Joséphine Delacroix, mais conhecida como Caroline Lacroix (Bucareste, 13 de maio de 1883 - Cambo-les-Bains, 12 de fevereiro de 1948), foi a mais proeminente e notória amante de Leopoldo II da Bélgica.
Delacroix, de origem francesa, conheceu o rei em Paris ainda jovem, quando ela tinha apenas 16 anos e ele 65. Naquela época, ela ganhava a vida com a prostituição. Eles logo embarcaram em um relacionamento que duraria até sua morte em 1909. Leopoldo esbanjou grandes somas de dinheiro, propriedades, presentes e um título nobre, baronne de Vaughan (Baronesa Vaughan). Por causa desses presentes, Caroline era profundamente impopular tanto entre o povo belga quanto internacionalmente, à medida que Leopoldo era cada vez mais criticado por suas ações induzidas pela ganância no Estado Livre do Congo, sua própria colônia pessoal. Como Caroline lucrou muito com a renda do rei na colônia, ela ficou conhecida como La reine du Congo (“A Rainha do Congo”).
Ela e Leopoldo se casaram em uma cerimônia religiosa cinco dias antes de sua morte, embora o fato de não terem realizado uma cerimônia civil tenha tornado o casamento nulo sob a lei belga. Após a morte do rei, logo se descobriu que ele deixara para Caroline inúmeras propriedades, itens de alto valor material, títulos congoleses e outras fontes valiosas de renda - o que a transformou em multimilionária. Durante anos, o governo belga e as três filhas afastadas de Leopoldo tentaram recuperar parte dessa riqueza, com sucesso variando dependendo do caso. Caroline morreu em 12 de fevereiro de 1948 em Cambo-les-Bains, França.

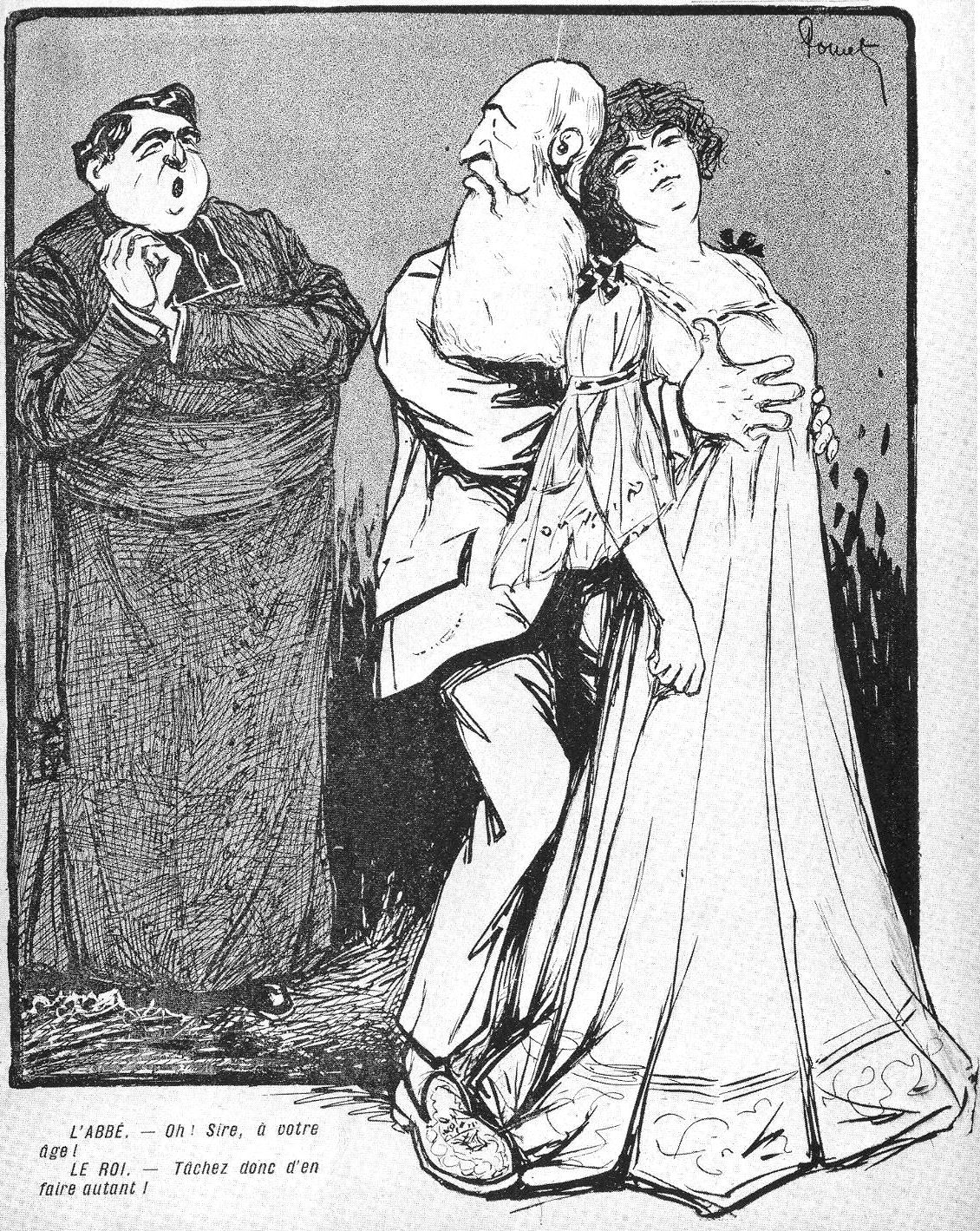
"O Abade. — Oh! Senhor, na sua idade?
O Rei. — Experimente você mesmo!"

## Primeiros anos
Resta um pequeno grau de mistério sobre o início da vida de Caroline. Um relato afirma que seu pai, Jules Delacroix, era zelador da Legação Francesa em Bucareste. Outra afirma que seu pai vivia em Bucareste para buscar fortuna, e ela nasceu lá como o décimo terceiro filho de seus pais. Em sua juventude, Caroline trabalhou como garçonete.
Várias fontes afirmam que Caroline era uma prostituta que vivia em Paris. Quando jovem, ela foi amante de Antoine-Emmanuel Durrieux, um ex-oficial do exército francês. Segundo Adam Hochschild, Durrieux gostava de apostar em corridas de cavalos para mantê-los. Quando sua sorte azedou, ele se tornou uma espécie de cafetão, prostituindo Caroline para clientes bem-nascidos. Eles empreenderam seus esquemas no Palácio do Eliseu, mas freqüentemente deixavam dívidas por pagar. Um dia em 1900, enquanto residia em Paris, Leopoldo II da Bélgica ouviu falar de suas "atrações" e se sentiu interessado em seu início modesto. Uma mulher enviada por Leopoldo informou Caroline: "Madame, fui enviada a você por um cavalheiro que a notou. Ele é um personagem muito alto, mas sua posição elevada me obriga a omitir seu nome".
Uma reunião foi marcada para o dia seguinte. Caroline foi para uma sala isolada, onde Leopoldo chegou com dois assessores. Como Leopoldo II era desconhecido para ela, Caroline ficou tão perturbada com o encontro que confundiu Bélgica e Suécia na presença do rei, referindo-se a ele como Sua Majestade Oscar, para sua surpresa e diversão. O propósito dos dois auxiliares logo ficou claro: um sentou-se um de cada lado dela e começou a fazer perguntas que exigiam que ela "virasse minha cabeça primeiro para a direita, depois para a esquerda ... seu único objetivo, como aprendi mais tarde, ser mostrar os meus dois perfis à personagem muda ", segundo as suas memórias. Leopoldo se confessou satisfeito e convidou Caroline para ir à Áustria com ele; uma grande quantia em dinheiro chegou devidamente no dia seguinte, junto com alguns baús vazios, pois Leopoldo sabia que ela adorava comprar roupas.